# 김재현 (연출자)
김재현은 대한민국의 텔레비전 드라마 연출감독이며 전 KBS 제작위원과 동명이인이다.

## 학력 및 경력
- SBS 프로듀서

## 드라마
- 2021년 ~ 2022년 SBS 금토 미니시리즈 《지금, 헤어지는 중입니다》 ... 공동연출
- 2022년 SBS 금토 미니시리즈 《천원짜리 변호사》 ... 공동연출